# De Vertelsels van Baker de Bard
De Vertelsels van Baker de Bard (oorspronkelijke Engelstalige titel: Tales of Beedle the Bard) is een kinderboek geschreven door de Britse schrijfster J.K. Rowling. Het zou hetzelfde verhalenboek zijn als vermeld in Harry Potter en de Relieken van de Dood, het laatste boek in de Harry Potter-serie.
Oorspronkelijk waren er zeven exemplaren van het boek, elk handgeschreven en geïllustreerd door J.K. Rowling. Een van deze exemplaren werd verkocht voor een goed doel. Het werd uiteindelijk gekocht door Amazon.com voor een slordige £1.95 miljoen ($3.98 miljoen) - de grootste verkoopprijs voor een modern literair manuscript. Het geld werd gedoneerd aan de Children's High Level Group.
In 2008 kwam het boek in de reguliere verkoop, in eerste instantie alleen in het Engels. De vertaling in het Nederlands werd uitgebracht op 13 februari 2009.

## Rol in de Harry Potter-boeken
In het testament van Albus Perkamentus laat hij het boek De Vertelsels van Baker de Bard na aan Hermelien Griffel, een vriendin van Harry Potter. Het is een sprookjesboek voor heksen en tovenaars en staat vol met bekende vertelsels voor kinderen van toverfamilies, zoals de familie van Ron Wemel. Aangezien zowel Hermelien Griffel als Harry Potter opgevoed zijn in dreuzelfamilies, zijn zij niet bekend met de verhalen. Uit de uitleg die Ron Wemel aan Harry en Hermelien geeft blijkt dat het boek te vergelijken is met een sprookjesboek voor Dreuzelkinderen. Hij noemt drie verhalen die ook in het daadwerkelijk uitgegeven boek voorkomen, namelijk "De Fontein van het Fantastische Fortuin", "De Tovenaar en de Hinkelpan" en "Konijntje Keutelaar en haar Kakelende Kunstbeen". Het laatste verhaal, dat van de Drie Gebroeders vormde de basis voor de Relieken van de Dood, zoals deze voorkomen in Harry Potter en de Relieken van de Dood, de Steen van Wederkeer, de Zegevlier en de Mantel van Onzichtbaarheid. De laatste is de onzichtbaarheidsmantel die Harry Potter in het eerste boek met Kerstmis kreeg. De Steen van Wederkeer vindt Harry Potter in de Snaai die hij tijdens zijn eerste Zwerkbalwedstrijd ving en de Zegevlier wordt gebruikt door Voldemort tijdens zijn laatste duel met Harry Potter, waarbij Voldemort sterft omdat al zijn gruzielementen op dat moment zijn vernietigd en hij niet de ware meester van de Zegevlier is.

## Uitgaven
Eind 2007 komt Rowling met een boek met dezelfde naam, met daarin vijf verhalen. Dit werd geschreven als een laatste groet aan de boekenserie.
Er zijn slechts zeven exemplaren van het boek gemaakt, elk met de hand door Rowling geschreven. Elk boek is in leer gebonden en ingelegd met halfedelstenen. Een van de exemplaren, de moonstone-edition,
werd geveild door Sotheby's op 13 december 2007 om geld in te zamelen voor The Children's Voice. Hoewel verwacht werd dat het boek zo'n £50.000 zou opleveren, werd het voor £1.950.000 verkocht aan Amazon.com. De andere boeken uit de gelimiteerde opgave zijn weggegeven als geschenk.
Op 31 juli 2008, ook wel bekend als "Harry Potter-dag" (zowel Rowling als Harry Potter zijn op die dag jarig), maakte Rowling bekend dat vanaf 4 december 2008 de Engelstalige versie voor het eerst in algemene oplage te koop zou zijn. Het boek is uitgegeven in twee versies: een standaard versie en een luxe uitvoering. Alle opbrengsten komen ten goede aan de Children's High Level Group.
Voor de vertaling in het Nederlands heeft Uitgeverij De Harmonie wederom Wiebe Buddingh' ingeschakeld, die eerder al instond voor de vertaling van de Harry Potterreeks.

## Verhalen

### De Tovenaar en de Hinkelpan
Oorspronkelijke titel: "The Wizard and the Hopping Pot"
Het sprookje vertelt het verhaal van een oude man, een tovenaar, die in zijn goedheid al zijn Dreuzelburen helpt met zijn toverkunst door toverdrankjes en bezweringen voor hen te maken. Tot zijn dood helpt hij iedereen die op zijn deurtje komt kloppen. Zijn zoon heeft echter niet de goedheid van zijn vader en probeert de ketel die hij van zijn vader heeft geërfd, te negeren, net zoals alle mensen die om hulp komen smeken.
Maar telkens als de zoon iemand weigert te helpen, wordt de ketel van zijn vader lastiger en lastiger. De ketel keert zich tegen de zoon en na enige tijd wordt de zoon hier bijna gek van. Hij besluit iedereen te helpen en treedt hierdoor toch nog in de voetsporen van zijn vader.

### De Fontein van het Fantastische Fortuin
Oorspronkelijke titel: "The Fountain of Fair Fortune"
Het sprookje vertelt het verhaal van drie heksen, die elk op hun eigen manier hebben geleden. Ze besluiten te baden in de Fontein van het Fantastische Fortuin, zodat al hun problemen en pijnen worden opgelost. Hun tocht wordt echter bemoeilijkt door enkele hindernissen. Tegen de tijd dat zij, samen met een ridder, de Fontein bereiken, zijn zij door deze hindernissen te slechten gezuiverd van hun verdriet en fouten, waarna ze beslissen de ridder te laten baden in het water. De ridder wordt verliefd op een van de drie vrouwen en ze leven nog lang en gelukkig, zonder er ooit achter te komen dat het water in de fontein doodgewoon water is.

### De Heksenmeester met het Harige Hart
Oorspronkelijke titel: "The Warlock's Hairy Heart"
Het derde sprookje gaat over een knappe heksenmeester die besluit om nooit verliefd te worden en dit bewerkstelligt door Duistere Magie op zichzelf toe te passen. Zijn familie blijft hopen, maar doet niet echt een poging om daarin verandering te brengen. Echter, de heksenmeester hoort op een dag twee knechten zeggen dat het ongehoord is dat hij nog steeds niet is getrouwd. En dus besluit de heksenmeester om een getalenteerde, rijke en mooie heks te zoeken om met haar te trouwen.
De volgende dag ontmoet hij deze vrouw. Het meisje is gefascineerd maar probeert hem toch af te weren. De heksenmeester weet haar over te halen om samen met hem te dineren in zijn kasteel. Tijdens dat etentje wil het meisje weten of hij een hart heeft. Daarop toont de heksenmeester zijn kloppende, harige hart in de kerkers van zijn kasteel. Het meisje smeekt hem het terug in zijn borst te steken, en zodra de heksenmeester dit doet omhelst ze hem. Maar na zo lang gescheiden te zijn van zijn lichaam, heeft het hart zijn eigen, woeste karakter ontwikkeld zodat het is verworden tot een dierlijke staat.
En dus moet hij tegen zijn zin een menselijk hart nemen. Met een toverspreuk neemt hij het hart van het meisje tot zich, zodat zij sterft. Maar omdat hij met geen enkele magische bezwering zijn harige hart nog kan verwijderen uit zijn borst, sterft ook hij.

### Knabbeltje Babbeltje en haar Schaterende Stronk
Oorspronkelijke titel: "Babbitty Rabbitty and her Cackling Stump". De Nederlandse vertaling was in Harry Potter en de Relieken van de Dood Konijntje Keutelaar en haar Kakelende Kunstbeen
Het sprookje vertelt het verhaal van een koning die alle magie in de wereld voor zichzelf wil houden. Om dit voor elkaar te krijgen moet hij echter eerst twee problemen oplossen: hij moest allereerst alle magiegebruikers gevangennemen en opsluiten en hij moet zelf magie leren gebruiken. Hij roept een 'Brigade van Heksenjagers' in het leven en neemt een leraar magie aan. Enkel een charlatan zonder enige magische vermogens reageert op zijn oproep. Die toont enkele slimme trucs waar de koning met open ogen intrapt en vraagt telkens om meer geld en juwelen. Babbeltje, een wasvrouwtje, lacht de koning uit als die op een dag met een twijgje staat te zwaaien in een vruchteloze poging om toverkunst te verrichten. Dit dwingt de koning ertoe om samen met de charlatan een openbare demonstratie te geven van zijn nieuwe krachten. Als ook maar iemand lacht wordt de charlatan onthoofd.
Later ontdekt de charlatan dat Babbeltje in staat is om magie te gebruiken. Als zij hem niet assisteert, zal haar geheim aan de koning worden doorverteld. Ze gaat akkoord en verbergt zich tijdens de demonstratie om al het werk te doen in naam van de koning, zodat het er op het eerste gezicht op lijkt dat de koning die magie verricht.
Tijdens die demonstratie vraagt de brigadekapitein plotseling om zijn dode hond tot leven te brengen. Omdat niemand uit de dood kan terugkeren doet Babbeltje niets en verdenken de toeschouwers de koning ervan enkel trucjes te hebben vertoond. De charlatan beschuldigt Babbeltje omdat ze 'de spreuken blokkeert'. Achtervolgd vlucht Babbeltje het bos in en verbergt zich in de holte van een boom. Omdat de charlatan ervan overtuigd is dat Babbeltje zichzelf in een boom heeft veranderd laat hij die omhakken.
Wanneer de menigte vertrekt begint de stomp echter te kakelen en getuigt de charlatan van zijn schuld. Dan kakelt de stomp nog een keer, tegen de koning, en zegt dat hij nooit meer een tovenaar mag pijn doen of achtervolgen, en dat hij een standbeeld van Babbeltje moet laten maken om hem te herinneren aan zijn domheid. De koning gaat akkoord en keert terug naar zijn paleis. Niet lang daarna kruipt een 'oud konijn' vanonder de stomp vandaan en verlaat het koninkrijk om vervolgens nooit meer terug te keren.

### Het Verhaal van de Drie Gebroeders
Oorspronkelijke titel: "The Tale of the Three Brothers".
Drie broers lopen tijdens de schemering op een verlaten weg. Ze komen bij een rivier aan die te gevaarlijk is om te doorwaden, maar de broers zijn zeer goede tovenaars, dus ze toveren gewoon een brug. De weg wordt echter versperd door een gedaante met kap en mantel: de Dood. Hij voelt zich bedrogen; meestal verdronken de reizigers in de rivier. Hij bedenkt een list, feliciteert de gebroeders met hun toverkunst en zegt dat ze elk een beloning krijgen, omdat ze aan hem waren ontsnapt.
De oudste broer vraagt om de machtigste toverstok op aarde. De Dood maakt er een van een vlier die in de buurt staat. De tweede broer vraagt om het vermogen om dierbaren uit het graf te laten herrijzen. De Dood betovert een steen aan de oever en geeft die aan hem. De jongste, bescheiden broer vraagt om iets waardoor hij deze plek zou kunnen verlaten zonder gevolgd te worden. Met tegenzin geeft de Dood hem zijn Mantel van Onzichtbaarheid.
De oudste broer reist naar een afgelegen dorp waar hij met zijn sterke toverstaf een tovenaar doodt met wie hij ruzie had. Hij roept uit dat hij onoverwinnelijk is. Diezelfde nacht steelt een andere tovenaar zijn staf en snijdt zijn keel door. De Dood eist de ziel van de oudste broer op.
De tweede broer gaat naar zijn huis, en draait de steen drie keer in zijn hand. Het overleden meisje waarmee hij had willen trouwen verschijnt voor hem. Ze voelt zich echter niet thuis in het rijk der levenden, dus de broer pleegt zelfmoord om bij haar te kunnen zijn. Ook de ziel van de tweede broer wordt door de Dood opgeëist.
Jarenlang zoekt de Dood naar de jongste broer, maar kan hem niet vinden. Uiteindelijk vindt hij de jongste broer als hij op oude leeftijd zijn Mantel van Onzichtbaarheid afdoet en aan zijn zoon geeft. De broer en de Dood begroeten elkaar als oude vrienden en verlaten het rijk der levenden.